# Pseudoaricia caerulea
Pseudoaricia caerulea är en fjärilsart som beskrevs av Franz Dannehl 1925. Pseudoaricia caerulea ingår i släktet Pseudoaricia och familjen juvelvingar. Inga underarter finns listade i Catalogue of Life.